# Gare de Monaco-Monte-Carlo
 For alternative betydninger, se Monte Carlo (flertydig). (Se også artikler, som begynder med Monte Carlo)
Gare de Monaco–Monte-Carlo er i dag den eneste jernbanestation i bystaten Monaco, og ligger på Marseille–Ventimiglia-jernbanen. Da Monaco ikke har et nationalt jernbaneselskab, bliver stationen udelukkende betjent af det franske SNCF.
Stationen blev taget i brug første gang i 1867, og i 1999 blev den bygget om og restaureret. I forbindelse med dette arbejde blev hele jernbanestrækningen på 1,7 kilometer samt stationen lagt i en banegrav og overdækket, så der blev plads til at udbygge den tætbefolkede bystat.